# Црква Светог Николе у Гатњу
Црква Светог Николе се налазила у Гатњу, насељеном месту на територији општине Урошевац, на Косову и Метохији. Припадала је Епархији рашко-призренске Српске православне цркве.
Црква посвећена Светом Николисе налазила источно од садашње Горње Махале. Изграђена је на старим темељима као нова црква 1985. године.

## Разарање цркве 1999. године
Албанци су цркву опљачкали а потом разрушили у лето 1999. године.